# Palazzo dei Consoli (Bevagna)
Il palazzo dei Consoli è il maggior edificio civile di Bevagna, in Umbria.
Sorge nella centrale piazza Silvestri e rappresenta un bell'esempio dell'architettura medievale della regione.

## Storia e descrizione

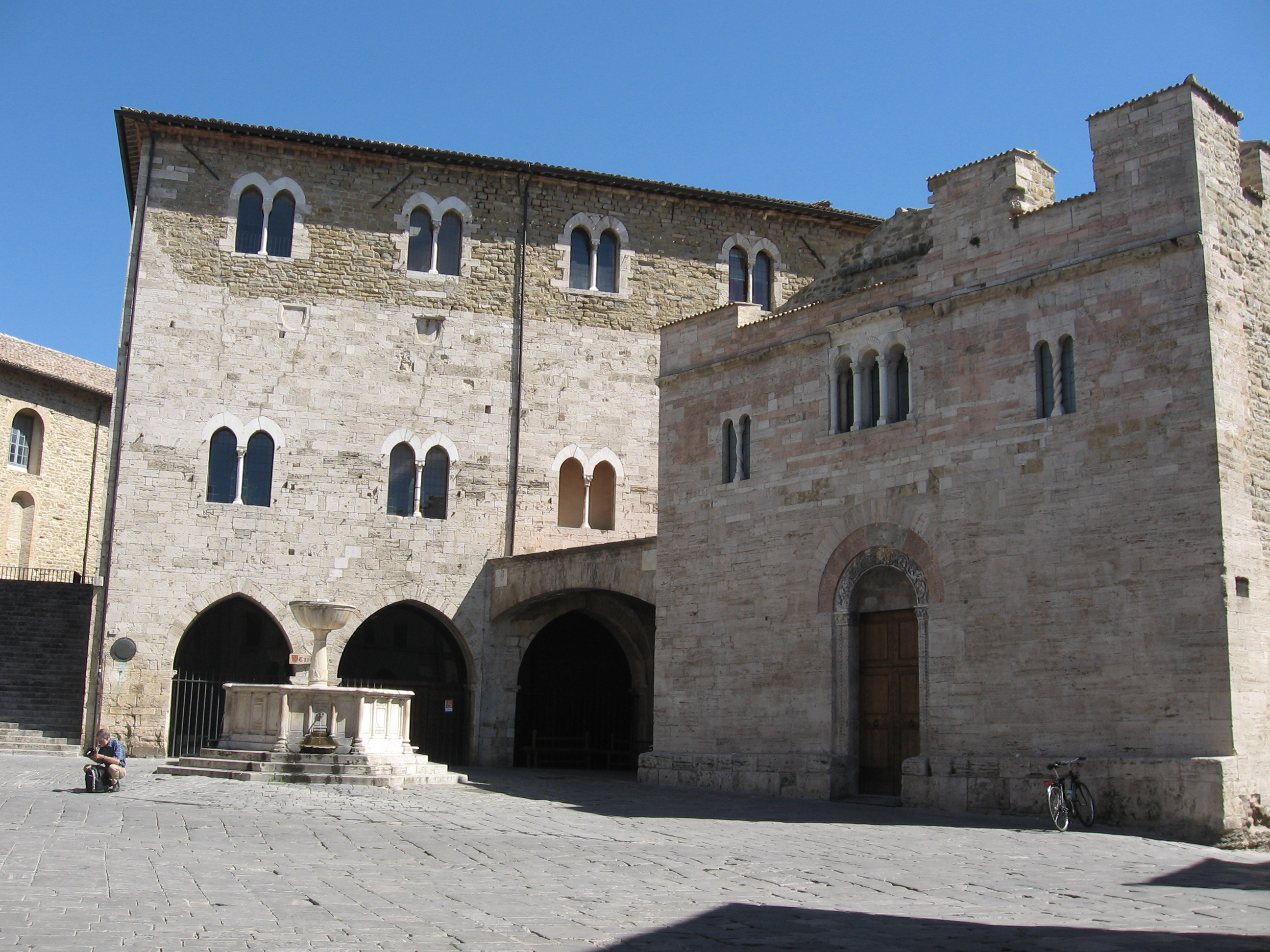
Veduta con la Chiesa di San Silvestro.

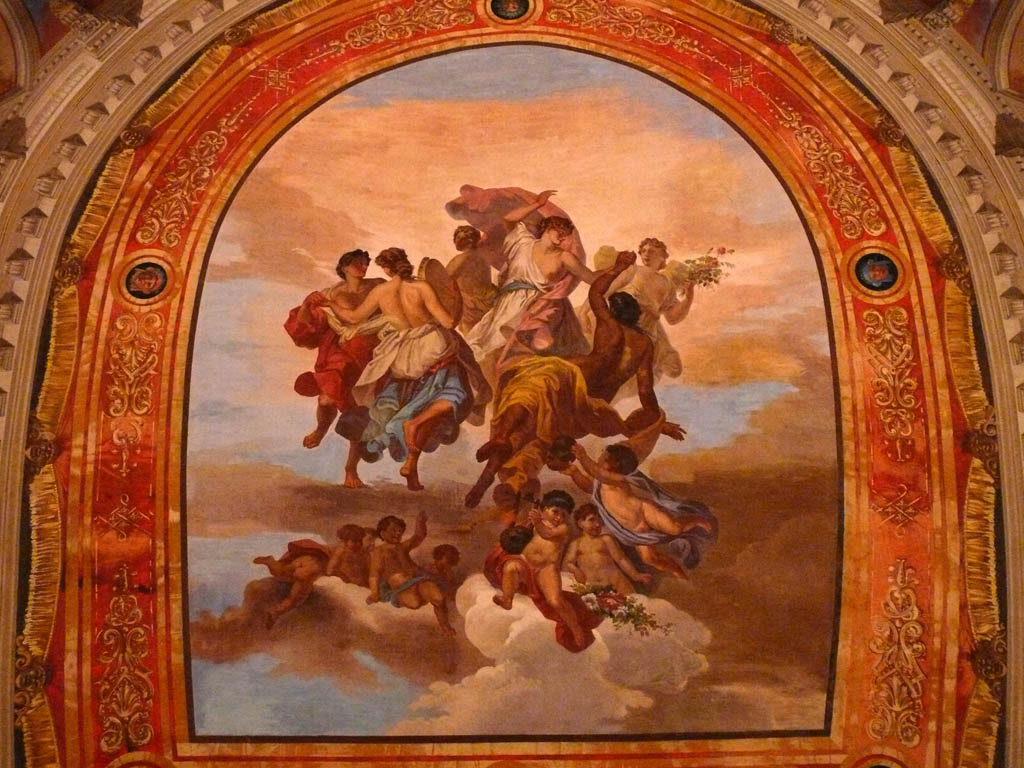
La volta del teatro.

Il palazzo venne eretto nel 1270 nel periodo d'oro della cittadina, quando dopo il 1249 i cittadini ottennero da papa Innocenzo IV l'autorizzazione ad eleggere liberamente il proprio podestà.
Si presenta come una massa quadrangolare con facciata aperta da due ordini di bifore gotiche poggianti su un'ampia loggia coperta da volte a crociera. A fianco si apre la bella scala esterna che conduce al piano superiore.
Nel 1886 l'interno venne completamente rifatto per accogliervi un teatro. Il piccolo teatro dedicato al concittadino Francesco Torti presenta tre ordini di palchi e loggione, venne decorato da Domenico Bruschi e Mariano Piervittori. Accoglie 140 posti